# Weltchronik in Form eines Fliegenwedels
Als Weltchronik in Form eines Fliegenwedels werden kunsthandwerkliche Schaustücke bezeichnet, bei denen auf einem Holzstab bis zu 200 beschriebene Pergamentstreifen befestigt sind. Die Streifen sind beidseitig mit Versen beschrieben, die biblische oder geschichtliche Ereignisse schildern. Die Objekte wurden wahrscheinlich an der Wende zum 17. Jahrhundert geschaffen. Sie werden dem Ulmer Schreibmeister David Seltzlin zugeschrieben. Weltweit sind fünf Exemplare dieser Art bekannt, wovon sich zwei im Bestand des Museums Ulm befinden. Die Objekte wurden anscheinend in erster Linie als Kuriosität in einer Kunst- und Wunderkammer ausgestellt, andere Veröffentlichungen legen einen Verwendungszweck als Bußgeißel nahe.

## Bekannte Exponate
Die Wissenschaft nimmt an, dass der Künstler derartige Weltchroniken in größerer Zahl anfertigte. Neben Objekten für den freien Verkauf ist heute ein signiertes Exemplar für einen bestimmten Auftraggeber bekannt.
Das Museum Ulm hat zwei Fliegenwedel-Weltchroniken in seinem Bestand. Weltweit sind außerdem drei Exemplare bekannt: eines in der British Library in London, eines im New Yorker Morgan Library & Museum und eines im Museum Schloss Ambras Innsbruck. Über die Herkunft des Exponats der British Library ist aus den frühen Katalogeinträgen nichts zu entnehmen. Zum Exemplar in New York ist nur ein einzeiliger Provenienzhinweis auf einen Buchhändler bekannt.
Die Provenienz der beiden Fliegenwedel-Chroniken im Museum Ulm lässt sich am besten zurückverfolgen. Einer der beiden Wedel stammt aus der Sammlung des Ulmer Kaufmanns Christoph Weickmann (* 1617; † 1681), der ab 1653 in Ulm ein Kunst- und Naturalienkabinett anlegte. Das Kabinett enthielt einst bis zu 1000 Exponate, von denen heute noch 80 erhalten sind. 1655 und 1659 inventarisierte Weickmann seine Sammlerstücke in Katalogen, die die Fliegenwedel-Chronik noch nicht enthalten. In einem weiteren Sammlungskatalog, der 1716 – also nach Weickmanns Tod – angelegt wurde, ist die Chronik dann verzeichnet. Forschende vermuten, dass Weickmann die Chroniken selbst erwarb, seine Nachfahren dürften nicht an einer Sammlungserweiterung interessiert gewesen sein.
Die zweite Chronik erstand der 1841 gegründete Verein für Kunst und Altertum in Ulm und Oberschwaben im Jahr 1856 für seine Sammlung. Eine Inventarliste des Vereins erwähnte im folgenden Jahr, es existierten „mehrere solcher Wedel in der Stadt.“
Beide Sammlungen gingen wenige Jahrzehnte später im neu gegründeten städtischen Kunstgewerbemuseum auf, dem Vorgänger des heutigen Museums Ulm. Im Museumsführer von 1904 sind beide Exemplare fälschlicherweise als Teile der Sammlung Weickmann verzeichnet. Heute lässt sich nicht feststellen, welche der beiden Chroniken aus welcher Sammlung stammten, weil die Beschreibungen in den Inventaren zu unspezifisch sind.

## Name
Die Bezeichnung „Fliegenwedel-Chroniken“ geht auf Weickmann zurück. Ein Katalog von Weickmanns Sammlung listet 1716 in der Kategorie „Fremde Kunst und curiose Sachen“ folgende Beschreibung auf: „Ein Pergamenten Fliegen Wedel / darauf viele Historien zu lesen und allerhand Farben Buchstaben.“ Auch die Chronik des Kunstvereins wurde ehedem in den Inventurlisten als „Fliegenwedel“ bezeichnet.

## Gestaltung
Es liegen keine vollständigen Beschreibungen aller Exponate vor. Zwei Wedel wurden genau beschrieben, die anderen drei nur fragmentarisch. Der generelle Aufbau der Stücke ist gleich, doch die verschiedenen Maße und die Anzahl der Pergamentstreifen weichen voneinander ab. Auf einem Stab aus Holz sind auf der Spitze um die 165 bis maximal 200 beschriebene Pergamentstreifen befestigt. Die Form des gedrechselten Holzstabes erinnert an ein Zepter. Der Stab hat in einem Fall eine Länge von 45,8 cm, im anderen Fall von 34,5 cm. Der kürzere Stab ist zudem mit Zierwülsten und Bemalungen verziert. In den Stab wurde eine sich konisch verjüngende Krone eingepasst. In diesem Verbindungsstück sind die Pergamentstreifen eingelassen und durch einen Holzpfropf fixiert. Die Maße der Pergamentstreifen bewegen sich um die 30 cm Länge und unter 1 cm Breite.

## Herstellung
Auf den Objekten ist kein Herstellungsdatum verzeichnet. Deshalb lässt sich die Zeit der Herstellung nur anhand der jüngsten Daten der beschriebenen Ereignisse ableiten. Die Herstellung der Wedel liegt offensichtlich um die Wende zum 17. Jahrhundert. In der modernen Forschungsliteratur weichen die genannten Jahreszahlen minimal voneinander ab: 1595, 1598 und 1608.
Ebenso verhält es sich mit dem Ort der Herstellung. Auf den Objekten ist auch er nicht genannt, doch aus der Häufigkeit der genannten Regionen und Städte sowie der Sprachform lässt sich die Gegend der Herstellung ableiten. Demzufolge stammen die Chroniken aus dem württembergischen und oberbayerischen Raum, speziell stehen Ulm und Augsburg im Mittelpunkt der Überlegungen.

## Künstler
Von den heute noch fünf erhaltenen Exemplaren ist jenes in der New York Library als einziges signiert. Auf dem chronologisch jüngsten Streifen mit dem Datum 1608 findet sich diese Angabe zum Hersteller: „Verehrt und gemacht dürch David Seeltzelln teütscher schul Rechen Maister Burger zu Ulm.“ Genannter David Seltzlin oder Seltzel (* 1536/1540; † 1609) war ab 1567 als Schreib- und Rechenmeister sowie als Kartograph in Ulm tätig. Im Jahr 1578 arbeitete Seltzel als Modist (Kunstschreiber) und Rechenmeister in Biberach, kehrte aber spätestens 1588 wieder nach Ulm zurück, wo er dann als Spätwerk die Fliegenwedel-Chroniken verfasste.
Überregionale Bekanntheit erlangte David Seltzlin als Kartograph. Er unternahm das Projekt, alle Kreise des Heiligen Römischen Reiches in einem umfangreichen Kartenwerk neu aufzunehmen. Beenden konnte er davon lediglich die Karten des Schwäbischen und des Fränkischen Kreises, was ihm noch zu Lebzeiten Ruhm einbrachte. Auch heutzutage ist er für seine kartographischen Arbeiten am bekanntesten.
Fachleute sagen, dass alle fünf bekannten Chroniken von derselben Hand geschrieben wurden. Die Texte und ihre Zusammenstellung auf den Pergamentstreifen entsprechen einander teilweise wortgenau. Daher wird angenommen, dass Seltzlin auch der Schreiber der übrigen Objekte war. Als Autor der Verse gilt er hingegen eher nicht, wenngleich noch nicht zu ermitteln war, welche Chronik er als Vorlage verwendete.
Auf dem signierten Werk ist neben dem Autor auch ein Empfänger und eventueller Auftraggeber genannt: Christoph oder Christoff Vöhlen, seinerzeit Ratsherr und Verwalter des städtischen Pflegamtes in Ulm.

## Beschriftung

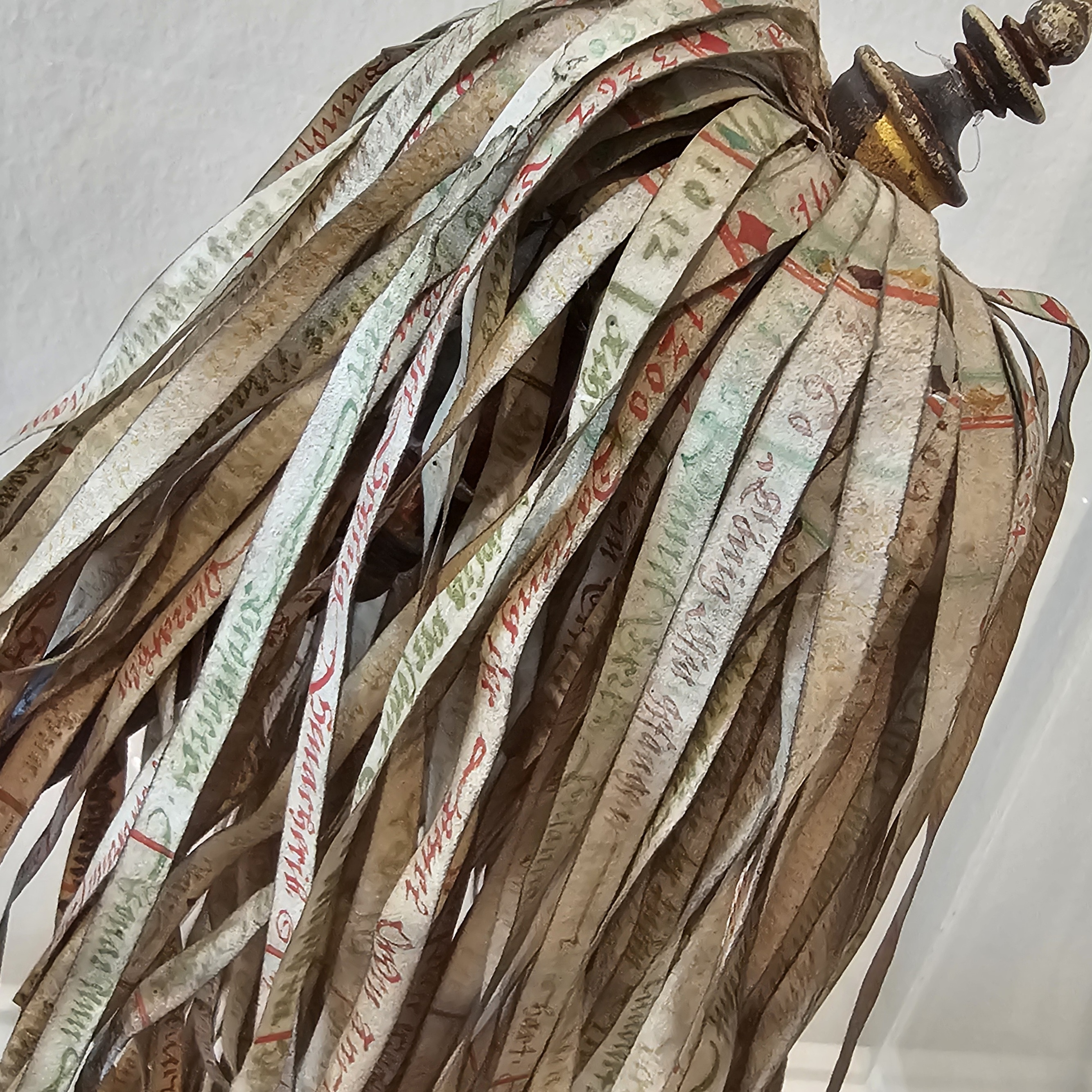
Detailansicht der Pergamentstreifen einer Weltchronik in Form eines Fliegenwedels (Museum Ulm)

### Gestaltung
Die Pergamentstreifen der Wedel sind beidseitig beschriftet. Die Verteilung der Farben auf der Vorder- und Rückseite des Pergaments lässt vermuten, dass die Seiten zunächst beidseitig beschrieben und anschließend in Streifen gleicher Länge zerschnitten wurden. Die Beschriftung beginnt an dem Ende des Streifens, an dem er am Handstab befestigt ist. Auf beiden Seiten der Streifen stehen jeweils dreiteilige, einheitlich gereimte Verse. Vorder- und Rückseite wurden mit Tinten verschiedener Farben beschrieben. Ein Ulmer Exemplar weist rote und grüne Tinte auf, das Exemplar der British Library variiert zusätzlich mit brauner Tinte. Auf manchen Streifen ist die Rückseite nachträglich wieder ausgelöscht worden.
Die leicht kursive Frakturschrift ist zum größeren Teil gut lesbar. Einige Stellen sind schwierig zu entziffern und mussten eher erraten werden. Die Buchstaben e, i, r sowie u und v sind oft sehr ähnlich im Aussehen. Groß- und Kleinschreibung am Wortanfang sind häufig nicht eindeutig zu unterscheiden. Die Enden der Verse sind oft durch Schrägstriche markiert.

### Jahreszahlen
Vor jedem Vers steht eine Raute mit einer Jahreszahl, zu der das im Vers genannte Ereignis stattgefunden hat. Diese Jahreszahlen errechnen sich nach zwei vermeintlichen Begebenheiten:
1. Die Erschaffung der Welt. Dieser Bezug wird als anni ab origine mundi bezeichnet und ist abgekürzt als „A. Mund“ verzeichnet.
2. Die Geburt von Jesus Christus. Dieser Bezug wird als anni Christi gratie bezeichnet und ist abgekürzt als „A. Christ“ verzeichnet.

Nach der zugrunde liegenden Zählweise liegt die Geburt Christi im Jahr 3962 nach der Erschaffung der Welt.

### Transkription
Bis zum Jahr 2021 waren die beiden Ulmer Exemplare und 57 Pergamentstreifen der Londoner Chronik transkribiert. Die letztere stimmt mit nur geringen Abweichungen mit den Ulmer Werken überein. Die Wedel verwenden dieselbe Textvorlage, auch wenn nicht alle Verse übereinstimmen.
Bei der Begutachtung des Exemplars in der British Library war es für die forschenden Wissenschaftler eine Herausforderung, die Texte auf den Pergamentstreifen zu dokumentieren. Zum einen sind die Texte weder nummeriert noch folgen sie einer Zählweise. Zudem sind die dünnen Streifen beweglich, so dass die Gefahr des Verhedderns bestand. Das Markieren und Wiederfinden einzelner Teile stellte sich als technisch recht diffizil heraus. Die Wissenschaftler verwendeten Streifen aus Seidenpapier und kleine Taschentücher für zeitweilige Markierungen. Eine weitere Schwierigkeit war festzulegen, welche Seite man als Vorder- oder als Rückseite bezeichnet: Auffällig an den Streifen war, dass die Fleischseite der pergamentenen Tierhaut fast immer nach außen gewölbt war, die Haarseite nach innen. Zudem sind die chronologisch erste und letzte Jahreseintragung jeweils auf einer Fleischseite geschrieben. Deshalb wurde die Fleischseite als Vorderseite bezeichnet, die Haarseite als Rückseite.

### Inhalt
Jeder Vers beschreibt ein biblisches oder geschichtliches Ereignis. Die Zeitspanne erstreckt sich dabei von der geglaubten Erschaffung des ersten Menschenpaares bis zum Jahr 1595 bzw. 1598. Die Streifen sind nicht nummeriert und offenbar nach dem Zufallsprinzip eingelassen. Eine Lektüre in chronologischer Reihenfolge ist demnach nicht möglich. Im Bereich der Historiographie zählen die Werke dennoch zur Gattung der Annalen.
Die biblischen Verse beziehen sich sowohl auf das Alte wie auch auf das Neue Testament. Sie berichten von Propheten, Aposteln und dem Leben Jesu. Dazu kommen kirchengeschichtliche Ereignisse aus der Bewegung der frühen Kirche.
Bedeutende Herrscher werden genannt, zum Beispiel römische Kaiser. Berichte aus der deutschen Geschichte des Mittelalters werden aufgegriffen, ebenso politische Ereignisse, Kriege und Hungersnöte. Naturkatastrophen und vielfach Kometenerscheinungen mit ihren mutmaßlich unseligen Folgen werden geschildert. Man findet Mitteilungen aus der Geschichte der großen europäischen Handelsstädte, unter anderem auch über die Pestzeit und Judenpogrome des 14. Jahrhunderts. Gern wird über die Geschichte der deutschen freien Reichsstädte berichtet, wobei die Gegenden Ulm, Augsburg und Schwaben auffallend häufig genannt werden.

### Beispiele an Versen
Beispiele von Versen in deren notierten chronologischen Reihenfolge:
Vers über den Tod Adams, dem laut Bibel ersten Menschen, datiert auf A. Mund 930:
Adam der unnser aller vatter war

alt neunhundertdreissig Jar

Stirbt Erstlichen die Todlen bar.
Vers über den in der Bibel genannten babylonischen Turmbau und die sich anschließende Sprachverwirrung, datiert auf A. Mund 1768:
Ein Thurn Bauten die Menschenkindt

zu steigen biß ann das Fürmament

Aber Gott die Sprachen Zertrennt.
Vers über einen Kometen sowie die Ermordung Gaius Iulius Caesars und Marcus Tullius Ciceros, datiert auf A. Mund 3920:
Ein Cometen sah man etlichwochen

Julius Caesar ward erstochen

Unnd Cicero wurden Beed Gerochen.
Vers über die Kreuzigung von Jesus Christus, datiert auf A. Christ 34:
Christus der Herr Gekreutziget wur

Starb erstund und gehn himel fhur

Zu tröst menschlicher Creatur.
Vers über die Gründung des Bistums Bamberg und Überfall der Türken auf Jerusalem, datiert auf A. Christ 1008:
Das Bistumb Bamberg auffkam

Ein Jar hemach gar grausam

Der Turck Jerusalem einnam.
Vers über die Judenpogrome in europäischen Städten während der Pestzeit des 14. Jahrhunderts, datiert auf A. Christ 1348:
Alle Juden in Ulm Verbrandt in dem Jahr

Und auch brieff bey zu gefunden war

So zur Zeit Christ von Jerusalem kamen.
Vers über die Erfindung des Buchdrucks von Johannes Gutenberg, datiert auf A. Christ 1440:
Buchtruckerey zu Muntz Erfand

Johan Guttenberg in Teutschland

Die man noch lebt und preißt zu handt.
Vers über den Stadtbrand in Biberach an der Riß am 4. August 1516, datiert auf A. Christ 1516:
Ein gross Feur überhand Gewan

Zu Biberach die halb Statt verbran

Der reich Spittal must auch daran.
Vers über das Erdbeben von Neulengbach 1590 in der Nähe Wiens, datiert auf A. Christ 1590:
Zu Wien In Österreich begab es sich

Grosse Erdbidem Erschrockenlich

vill Gebeu zerfielien grausamlich.
Vers über eine Erscheinung am Himmel über Augsburg am 8. März 1590, datiert auf A. Christ 1590:
Zu Augspurg in disem Jat

Feur am Himel gesehen war

Gott behuet Deutschland vor Gefahr.

## Zweck

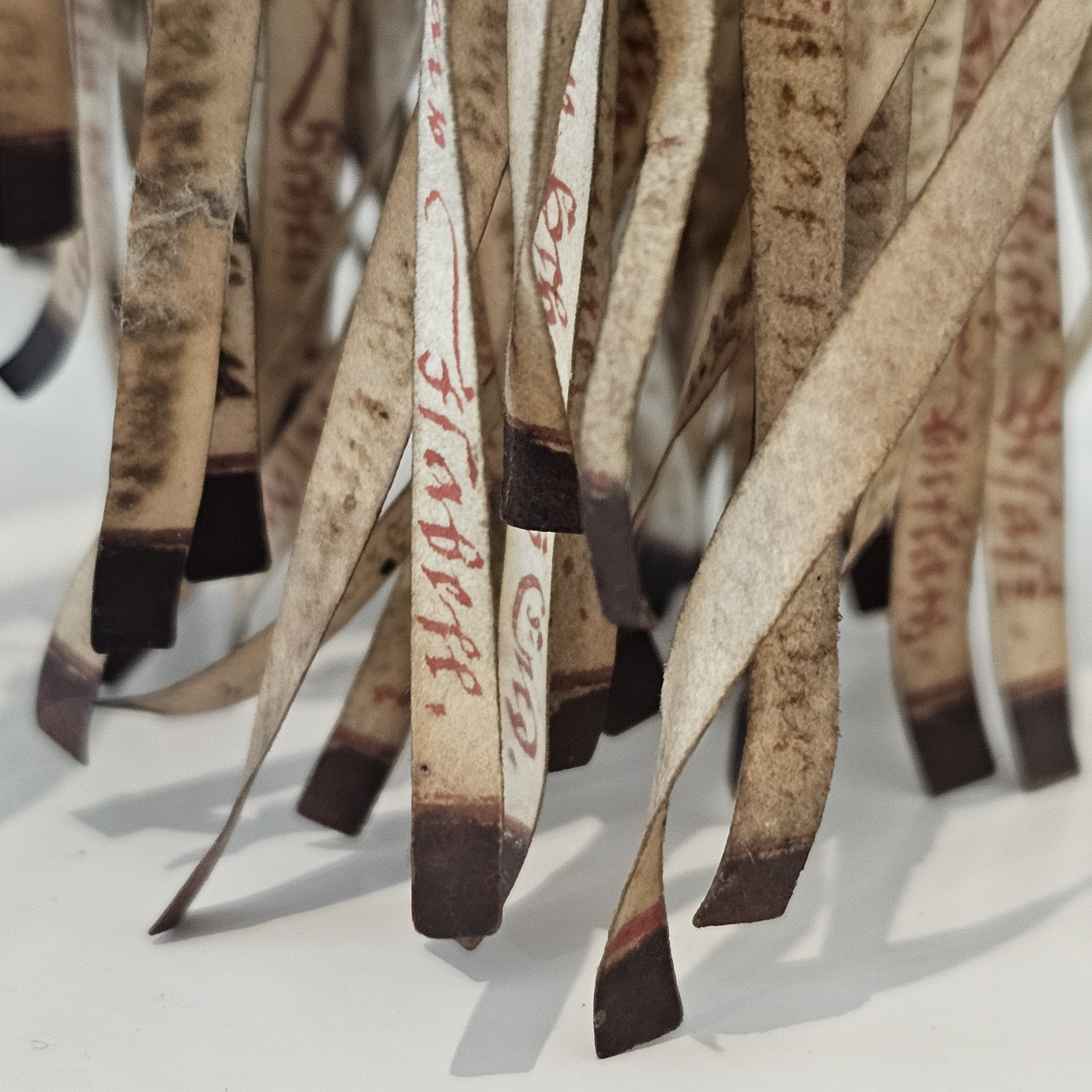
Detailansicht der Pergamentstreifen-Enden einer Weltchronik in Form eines Fliegenwedels (Museum Ulm)

Über die Verwendung der Wedel in früheren Zeiten ist nichts bekannt. Als Fliegenwedel im tatsächlichen Sinne waren sie nach Gelehrtenmeinung nicht vorgesehen. Als Nachschlagewerk oder Hilfsmittel der Unterweisung waren diese Gegenstände aufgrund fehlender Chronologie ebenfalls unbrauchbar. Gedacht waren sie wohl in erster Linie als Kuriosität, zum Betrachten in einer Kunst- und Wunderkammer. Heute dokumentieren die Wedel kuriose Beispiele für das Element des Spielerischen im Zusammenhang von Schrift und Bild.
Ulrich Müller und Margarete Springeth deuteten den Verwendungszweck als Bußgeißel – als Flagellum. Unter diesem Begriff wurde auch das Exemplar in der British Library im 19. Jahrhundert in den Katalog aufgenommen. Am Ende jedes Pergamentstreifens ist ein Feld mit silbrig-schwarzer Tinte ausgemalt. Die Autoren sagen, dass diese Felder Metallstücke an Lederriemen von Bußgeißeln darstellen. Die Gelehrten deuten weiter, dass daher keine „Narrengeißel“ gemeint sein könne, sondern nur eine Bußgeißel, wie sie in der christlichen Askese allgemein in Gebrauch war. Die Chroniken seien demnach ein Gegenstand, der der besitzenden oder benützenden Person zur Bestrafung für Sünden, eventuell sogar zur Selbstbestrafung dienen sollte. Auch wenn die Inschriften einen belehrenden Charakter aufweisen, handeln die verzeichneten Texte nicht unmittelbar von Sünden und Buße, wie es zum Beispiel geistliche Texte täten. In den Texten könnte gleichwohl die häufige Nennung von Katastrophen, Kriegen oder anderen „Menschheitsgeißeln“ die Annahme der Autoren stützen.
Schreibmeister um die Wende des 17. Jahrhunderts gestalteten ihre Werke mit vielen Ornamenten, Mikrografien und labyrinthartigen Schriftläufen. Das bedeutete für die Leser eine Herausforderung für die Augen und an Geduld. Die Form dieser Fliegenwedel verkörpert diesen Aufwand gewissermaßen.